# سينسيا فارجا
سينيسا فارجا (بالكرواتية: Siniša Varga)‏ (المولود في 24 أغسطس 1965) هو طبيب أسنان كرواتي وسياسي عمل كوزير للصحة في مجلس وزراء يسار الوسط بقيادة زوران ميلانوفيتش من 2014 إلى 2016.

## النشأة
وُلد فارجا في 24 أغسطس 1965 في زغرب. تخرج في عام 1990 من كلية طب الأسنان، جامعة زغرب.

## العمل كطبيب أسنان
في الفترة من عام 1993 إلى عام 1997، تخصص فارجا في طب الأسنان في عيادة طب الأسنان بمركز المستشفيات في زغرب. كجزء من ممارسته المتخصصة في عام 1995، عمل فارجا في جوتنبرج (السويد) في عيادة برانيمارك لزراعة الأسنان. في عام 1997، كشركة متخصصة في مجال الأطراف الصناعية الأسنان، وكان رئيساً لقسم لأطراف الاصطناعية الجراحية، وقسم جراحة الفم وجراحة الوجه والفك، في جامعة دوبرافا مستشفى. يُعتبر هذا المركز هو الوحيد من نوعه في كرواتيا.
وقد حظي اهتمامه الخاص بالإدارة العامة والصحية بدرجة من المدير العالمي لنظام الجودة للمواصفة الدولية إسو 9001: 2000 من المنظمة الأوروبية للجودة.
وفي الفترة من عام 2000 إلى عام 2002، عمل مستشارًا لمشروع البنك الدولي بشأن إصلاح الرعاية الصحية في جمهورية كرواتيا. خلال هذه الفترة، شغل أيضًا منصب مساعد مدير مستشفى دوبرافا. في عام 2004، أصبح فارجا مسؤولًاعن تنظيم وحدة التعليم «إدارة الموارد في مجال الرعاية الصحية»، ودراسة «القيادة وإدارة الصحة والعلوم» في كلية الصحة العامة «أندريجا ستامبار» في جامعة زغرب.
وفي عام 2008، أصبح مستشارًا لمشروع البنك الدولي لإصلاح الرعاية الصحية في البوسنة والهرسك.
وهو عضو في الجمعية الكرواتية لطب الأسنان، وهي الجمعية الطبية الكرواتية، حيث شغل منصب الأمين العام لمدة سنتين. وهو عضو في الجمعية الكرواتية للمتطوعين في الوطن الكرواتي من أجل الاستقلال، والجمعية الكرواتية لمديري الجودة ومعهد المعايير الكرواتي في لجنتين فنيتين: طب الأسنان وإدارة الجودة.
يعتبر فرجاخبير في المحكمة في مجال البروستاتون، ومرشد لتدريب الخبراء الجدد

## الحياة السياسية
في الفترة من عام 2002 إلى عام 2004، كان فارجا مسؤولا في الحكومة الكرواتية في وزارة الصحة والرعاية الاجتماعية، بوصفها وزارة الصحة للمسائل الطبية المهنية. عينت الحكومة فارجا كمسرف لمجموعة عمل لإعداد مفاوضات من أجل الانضمام إلى الاتحاد الأوروبي في عام 2007. وفي عام 2010 أصبح سينيسا فارغا عضوا في الحزب الاشتراكي الديمقراطي الكرواتي. وبعد توجيه المعهد الكرواتي للتأمين الصحي من نيسان / أبريل 2012 إلى حزيران / يونيه 2014، عينته الحكومة كوزير للصحة.

## الحياة الخاصة
فارجا متزوج ولديه طفلان. وكان متطوع في حرب الاستقلال الكرواتية ويحمل نصب تذكاري لحرب الوطن. يتحدث الإنجليزية وبعض الفرنسية. وهو عضو نشط في نادي الروتاري في زغرب من والذي من خلاله يقوم بدعم بعض الأعمال الخيرية.

## روابط خارجية
- "Government of the Republic of Croatia - Siniša Varga". Government of Croatia. مؤرشف من الأصل في 2015-11-17. اطلع عليه بتاريخ 2015-10-12.